# Live at the Budokan (Bryan Adams)
| Recensione | Giudizio |
| ---------- | -------- |
| AllMusic   | [ 1 ]    |

Live At The Budokan è un album dal vivo del cantautore canadese Bryan Adams, registrato dal vivo presso la Nippon Budokan il 15 e 16 giugno 2000 a Tokyo, in Giappone. Adams è stato accompagnato da 2 membri della band Keith Scott alla chitarra e Mickey Curry alla batteria.
L'album contiene un DVD del concerto e un CD con quindici delle canzoni registrate sulla manifestazione.

## Tracce
CD
1. How Do Ya Feel Tonight – 2:29 (Adams, Thornalley)
2. Can't Stop This Thing We Started – 3:53 (Adams, Lange)
3. Summer of '69 – 4:16 (Adams, Vallance)
4. Fits Ya Good – 3:54 (Adams, Vallance)
5. (Everything I Do) I Do It for You – 4:10 (Adams, Lange, Kamen)
6. Cuts Like a Knife – 6:30 (Adams, Vallance)
7. When You're Gone – 3:39 (Adams, Kennedy)
8. Have You Ever Really Loved a Woman? – 4:51 (Adams, Lange, Kamen)
9. Getaway – 4:05 (Adams, Peters)
10. Blues Jam: If Ya Wanna Be Bad - Ya Gotta Be Good / Let's Make a Night to Remember – 4:19 (Adams, Lange, Peters)
11. Cloud Number Nine – 3:59 (Adams, Martin, Peters)
12. You're Still Beautiful to Me – 4:23 (Adams, Lange)
13. Run to You – 5:25 (Adams, Vallance)
14. Please Forgive Me – 2:13 (Adams, Lange)
15. The Best of Me – 4:30 (Adams, Lange)

DVD
1. How Do Ya Feel Tonight (Adams, Thornalley)
2. Back to You (Adams,Kennedy)
3. 18 til I Die (Adams, Lange)
4. Can't Stop This Thing We Started (Adams, Lange)
5. Summer of '69 (Adams, Vallance)
6. It's Only Love (Adams, Vallance)
7. (Everything I Do) I Do It for You (Adams, Lange, Kamen)
8. Getaway (Adams, Peters)
9. Cuts Like a Knife (Adams, Vallance)
10. When You're Gone (Adams, Kennedy)
11. Have You Ever Really Loved a Woman? (Adams, Lange, Kamen)
12. Into the Fire (Adams, Vallance)
13. Remember (Adams, Vallance)
14. I'm Ready (Adams, Vallance)
15. Heaven (Adams, Vallance)
16. Blues Jam: If Ya Wanna Be Bad - Ya Gotta Be Good / Let's Make a Night to Remember (Adams, Lange, Peters)
17. The Only Thing That Looks Good on Me Is You (Adams, Lange)
18. Cloud Number Nine (Adams, Martin, Peters)
19. Somebody (Adams, Vallance)
20. Run to You (Adams, Vallance)
21. Please Forgive Me (Adams, Lange)
22. The Best Of Me (Adams, Lange)

Extra (canzoni aggiuntive)
1. Fits Ya Good (Adams, Vallance)
2. I Don't Wanna Live Forever (Adams, Peters)
3. Before The Night Is Over (Adams, Martin)
4. You're Still Beautiful To Me (Adams, Lange)

## Formazione

### Band di supporto
- Bryan Adams - basso, voce
- Keith Scott - chitarra solista
- Mickey Curry - batteria

### Personale addizionale
- Missaggio: Bob Clearmountain
- Montaggio audio: Chris Potter
- Produttore esecutivi: Katsuhito Itagaki, Akitoshi Asazuma
- Direttore: Kiyoshi Iwasawa
- Assistente alla regia: Matt Minagawa
- Assistente: Mika Ikeda
- Direttore tecnico: Kazuo Hibi
- Switcher: Shigeo Shinjo
- Macchina da presa: Motohiro Nakajima (jefe), Hironobu Mizuta, Katsunori Yokochi, junio Iwasaka, Akihito Kajiura, Hiroki Oshima, Hiroshi Nishimura
- Audio: Jun Ishikawa (jefe), Norishige Nojiri, Eri Kartsube, Tomohiro Izumi
- Ingegneri video: Takeshi Terado (jefe), Koji Kuroda, Takuya Hashiba, Hideki Takahashi,
- Video Editor: Masahumi Ushiroebisu
- Direttore del DVD: Jeff Fura (UME)